# Liste der Kulturdenkmäler in Bacharach
In der Liste der Kulturdenkmäler in Bacharach sind alle Kulturdenkmäler der rheinland-pfälzischen Stadt Bacharach einschließlich der Stadtteile aufgeführt. Grundlage ist die Denkmalliste des Landes Rheinland-Pfalz (Stand: 3. April 2024).

## Bacharach

### Denkmalzonen
| Bezeichnung                                        | Lage                                                             | Baujahr                | Beschreibung | Bild                           |
| -------------------------------------------------- | ---------------------------------------------------------------- | ---------------------- | --- | ------------------------------ |
| Denkmalzone Altstadt                               | Bacharach Lage                                                   | ab dem 12. Jahrhundert | Stadtgebiet innerhalb der vieltürmigen Stadtbefestigung der zweiten Hälfte des 14. Jahrhunderts einschließlich Burg Stahleck sowie kunsthistorisch bedeutenden konfessionellen und herrschaftlichen Bauten seit dem 12. oder 13. Jahrhundert, herrschaftlichen Höfen, Bürgerhäusern und Tagelöhneranwesen, sowohl Massiv- als auch Fachwerkbauten des 14. bis 19. Jahrhunderts | Fotos hochladen                |
| Denkmalzone „Weingroßkellerei Schloss Fürstenberg“ | Bacharach, Mainzer Straße 20/21/22/23 Lage                       | ab 1898                | ehemaliges Weingut Wilhelm Wasum; in mehreren Bauabschnitten zwischen 1898 und 1904 entstandene langgezogene Anlage mit gründerzeitlichem Wohnhaus (Nr. 22) von 1898; zweischiffige Kelleranlage, Gartenterrasse, Belvedereturm, frühbarocke Portalgewände, bezeichnet 1656; Kellereigebäude (Nr. 20/21), Bruchsteinbauten mit Mansarddächern, bezeichnet „1904“ und „1906“ | weitere Bilder Fotos hochladen |
| Denkmalzone Rheinanlagen                           | Bacharach, östlich der Stadt zwischen B 9 und dem Rheinufer Lage | 1902                   | englischer Landschaftsgarten mit gewundenen Wegen in Verbindung mit geraden, meist auf die Stadttore bezogenen Querachsen, Exoten und Nadelgehölzen, 1902 nach Plänen des königlich preußischen Gartenbaumeisters Friedrich Glindemann, Schiffslandebrücke um 1904 | weitere Bilder Fotos hochladen |
| Denkmalzone Burg Stahleck                          | Bacharach, westlich der Stadt auf dem Schlossberg Lage           | vor 1122               | vor 1122 durch die Kölner Erzbischöfe gegründet, ab der Mitte des 14. Jahrhunderts in die Stadtbefestigung einbezogen, nach dem Dreißigjährigen Krieg wiederhergestellt, 1689 gesprengt, 1925–38 Wiederaufbau als „Musterjugendherberge“, Architekt Ernst Stahl, Düsseldorf; Überreste der mittelalterlichen Anlage des 12. bis 14. Jahrhunderts: romanischer Bergfried, 1965–67 aufgemauert, Reste der Ringmauer, größtenteils erneuerte Schildmauer mit Ecktürmchen, wohl aus der ersten Hälfte des 14. Jahrhunderts | weitere Bilder Fotos hochladen |

### Einzeldenkmäler
| Bezeichnung                          | Lage                                                                                       | Baujahr                                | Beschreibung | Bild                           |
| ------------------------------------ | ------------------------------------------------------------------------------------------ | -------------------------------------- | --- | ------------------------------ |
| Stadtbefestigung                     | Bacharach                                                                                  | um 1360                                | neben Oberwesel einzige größtenteils unzerstörte Stadtbefestigung am Mittelrhein, circa 1360 bis 1400 mit Zollbastion (um 1400) und Burg Stahleck; seit dem 16. Jahrhundert allmähliche Überbauung der Seite gegen den Rhein (Langstraße), Wehrgang hier nach 1900 wiederaufgebaut als Arkadengang mit mehreren Treppenaufgängen; 1907–13 umfassende Restaurierung der Mauer, Architekt W. A. Schmitt, Koblenz; seit Ende der 1990er Jahre erneut bedeutende Restaurierungsmaßnahmen, neuerdings touristische Erschließung; erhalten sind Mauerabschnitte mit Wehrgang; von den ursprünglich 16 Türmen (darunter sechs Stadttore) Diebs- oder Pulverturm (Ruine mit Ringmaueranschlüssen und Wehrgang; ⊙), drei mächtige Stadttore sowie mehrere Bogenpforten: Fleisch- (⊙), Bauers- (⊙) und Zollpforte (⊙), eine am Diebsturm (vermauert; ⊙), Münztor (um 1396; ⊙), Markttor (⊙), Kranentor (⊙), Steeger Tor (⊙), Liebesturm (⊙), Katzenturm (heute Postenturm, um 1360; ⊙), Postenturm (heute Spitzer Turm; ⊙), Hutturm (⊙), Sonnen- (⊙) und Kühlbergturm (⊙), Halbturm (⊙); ein weiterer Turm im Keller des Wohnhauses Langstraße 26 (⊙) | weitere Bilder Fotos hochladen |
| Eichamt                              | Bacharach, Auf der Münze 2 Lage                                                            | 1873                                   | ehemaliges Eichamt; Mansarddachbau von 1873, Fachwerkgeschoss 1924/25, Architekt Gottlieb Bernhard, St. Goar | Fotos hochladen                |
| Evangelische Pfarrkirche St. Peter   | Bacharach, Blücherstraße 1 Lage                                                            | um 1230/40                             | dreischiffige spätromanische Emporenbasilika, um 1230/40, Chor wohl mit älteren Teilen, Umbauten des 14. und 15. Jahrhunderts, Turmaufstockung 1478 | weitere Bilder Fotos hochladen |
| Wernerkapelle                        | Bacharach, Blücherstraße, oberhalb von Nr. 1 Lage                                          | um 1289                                | Ruine eines hochgotischen Zentralbaus, um 1289 begonnen, zwischen 1428 und 1436 vollendet, 1689 teilzerstört, seit Reparaturarbeiten zwischen 1692 und 1750 Verfall, 1899–1901 und 1981–1997 grundlegende Restaurierungen | weitere Bilder Fotos hochladen |
| Hotel Altkölnischer Hof              | Bacharach, Blücherstraße 2 Lage                                                            | um 1905                                | dreigeschossiger späthistoristischer Fachwerkbau, teilweise massiv, um 1905 | Fotos hochladen                |
| Wohnhaus                             | Bacharach, Blücherstraße 16 Lage                                                           | 1593                                   | spätgotisches Fachwerkhaus, angeblich von 1593 | Fotos hochladen                |
| Gerbhaus                             | Bacharach, Blücherstraße 25 Lage                                                           | spätes 18. oder frühes 19. Jahrhundert | ehemaliges Gerbhaus; Fachwerkbau verputzt, Mansarddach, wohl aus dem späten 18. oder frühen 19. Jahrhundert | Fotos hochladen                |
| Wohnhaus                             | Bacharach, Blücherstraße 34 Lage                                                           | 1673                                   | frühbarockes Fachwerkhaus, bezeichnet „1673“, im Kern eventuell älter | Fotos hochladen                |
| Wohnhaus                             | Bacharach, Blücherstraße 38 Lage                                                           | frühes 17. Jahrhundert                 | dreigeschossiges Fachwerkhaus, verputzt, wohl aus dem frühen 17. Jahrhundert, Umbau im späten 18. Jahrhundert | Fotos hochladen                |
| Wohnhaus                             | Bacharach, Blücherstraße 39 Lage                                                           | 1677                                   | barockes Fachwerkhaus, bezeichnet „1677“ | Fotos hochladen                |
| Grenzstein                           | Bacharach, Blücherstraße, vor Nr. 40 Lage                                                  | 16. oder 17. Jahrhundert               | Grenzstein, 16. oder 17. Jahrhundert | Fotos hochladen                |
| Weinkellereigebäude                  | Bacharach, Fleischstraße 1 Lage                                                            | 1900                                   | neugotischer Putzbau, 1900, Architekt Gottlieb Bernhard, St. Goar, Spolien von 1580 | Fotos hochladen                |
| Wohn- und Gerbhaus                   | Bacharach, Koblenzer Straße 1 Lage                                                         | Mitte des 18. Jahrhunderts             | großvolumiger barocker Mansarddachbau mit Lüftungsgauben, um die Mitte des 18. Jahrhunderts | Fotos hochladen                |
| Reformiertes Pfarrhaus               | Bacharach, Koblenzer Straße 3 Lage                                                         | 1596                                   | ehemaliges reformiertes Pfarrhaus; dreigeschossige Fachwerk-Zweiflügelanlage, teilweise massiv, wohl von 1596 | Fotos hochladen                |
| Spolie                               | Bacharach, Koblenzer Straße, an Nr. 4 Lage                                                 | erste Hälfte des 14. Jahrhunderts      | gotische Gewölbekonsole, erste Hälfte des 14. Jahrhunderts | Fotos hochladen                |
| Haus Utsch                           | Bacharach, Koblenzer Straße 7 Lage                                                         | spätes 16. Jahrhundert                 | Fachwerkhaus, teilweise massiv oder verschiefert, wohl aus dem späten 16. Jahrhundert, Veränderungen des 18. und frühen 19. Jahrhunderts; ehemalige Ökonomie, dreigeschossiger Fachwerkbau (verschiefert), bezeichnet „1585“, Fachwerk-Nebengebäude 18. Jahrhundert; hinter dem Haus: Grenzstein, wohl aus dem 18. Jahrhundert | Fotos hochladen                |
| Grenzstein                           | Bacharach, Koblenzer Straße, vor Nr. 9 Lage                                                | 16. Jahrhundert                        | Grenzstein, Wappen des Kölner Erzstifts, wohl aus dem 16. Jahrhundert | Fotos hochladen                |
| Evangelisches Schulhaus              | Bacharach, Koblenzer Straße 10 Lage                                                        | 1867–69                                | ehemaliges evangelisches Schulhaus, neugotischer Backsteinbau mit Mezzanin, 1867–69, Architekt Carl Conradi, Kreuznach | Fotos hochladen                |
| Stärke- und Puderfabrik              | Bacharach, Koblenzer Straße 11 Lage                                                        | zweite Hälfte des 18. Jahrhunderts     | ehemalige Stärke- und Puderfabrik; spätbarockes Fachwerkhaus, teilweise massiv, verputzt, Lüftungsgauben, nach der Mitte des 18. Jahrhunderts | Fotos hochladen                |
| Weingroßhandlung                     | Bacharach, Koblenzer Straße 15 Lage                                                        | um 1900                                | ehemalige Weingroßhandlung Steigerwald und Schaum; dreigeschossiger Putzbau, historisierende Details, um 1900 | Fotos hochladen                |
| Wohn- und Geschäftshaus              | Bacharach, Kranenstraße 1 Lage                                                             | um 1700                                | dreiteilige barocke Baugruppe, teilweise Fachwerk, wohl um 1700, Ladeneinbau des frühen 20. Jahrhunderts | Fotos hochladen                |
| Gasthaus                             | Bacharach, Kranenstraße 2 Lage                                                             | um 1910                                | Mansarddachbau, Heimatstilformen, um 1910 | Fotos hochladen                |
| Stanzenburg                          | Bacharach, Kranenstraße 5/7 Lage                                                           | frühes 16. Jahrhundert                 | dreigeschossiger spätgotischer Treppengiebelbau, wohl aus dem frühen 16. Jahrhundert, Fachwerkgeschosse wohl aus dem frühen 19. Jahrhundert | Fotos hochladen                |
| Katholische Pfarrkirche St. Nikolaus | Bacharach, Langstraße 2 Lage                                                               | 1688                                   | Saalbau, bezeichnet „1688“, teilweise auf mittelalterlicher Stützmauer; ehemaliges Kapuzinerkloster, dreiflügeliges Konventsgebäude, 1704/05; barocke Marienskulptur, bezeichnet „1709“ | weitere Bilder Fotos hochladen |
| Zollbastion                          | Bacharach, Langstraße, bei Nr. 2 Lage                                                      | ab 1400                                | ehemalige Zollbastion; Überreste der wohl ab 1400 errichteten, wohl im 16. Jahrhundert bastionsartig ausgebauten, mit Wehrerkern besetzten Ringmauer; Zollgebäude vor 1640 zerstört, weitere Zerstörung 1857/59, 1902/03 umfangreiche Sicherungsmaßnahmen | weitere Bilder Fotos hochladen |
| Spolie                               | Bacharach, Langstraße, an Nr. 3 Lage                                                       | 16. oder 17. Jahrhundert               | Bogenschlussstein mit kurpfälzischem Wappen, 16. oder 17. Jahrhundert | Fotos hochladen                |
| Spolie                               | Bacharach, Langstraße, an Nr. 8 Lage                                                       | 1592                                   | Renaissance-Erkerkonsole, 1592 | BW                             |
| Haustür                              | Bacharach, Langstraße, an Nr. 9 Lage                                                       | 1582                                   | Haustür, Scheitelstein bezeichnet „1582“, spätbarockes Türblatt, Mitte des 18. Jahrhunderts | Fotos hochladen                |
| Wohnhaus                             | Bacharach, Langstraße 12 Lage                                                              | um 1600                                | dreigeschossiges Fachwerkhaus, teilweise massiv, um 1600 | Fotos hochladen                |
| Wohnhaus                             | Bacharach, Langstraße 25 Lage                                                              | 1803                                   | dreigeschossiger klassizistischer Mansarddachbau, teilweise Fachwerk, bezeichnet „1803“, mit älteren Teilen | weitere Bilder Fotos hochladen |
| Hotel Kranenturm                     | Bacharach, Langstraße 30 Lage                                                              | 1925/26                                | dreigeschossiger Schieferbruchsteinbau, 1925/26, Architekt August Dauber, Marburg | Fotos hochladen                |
| Bahnhof Bacharach                    | Bacharach, Mainzer Straße 11 Lage                                                          | 1858/59                                | spätklassizistischer Typenbau, 1858/59 | Fotos hochladen                |
| Villa                                | Bacharach, Mainzer Straße 24 Lage                                                          | 1899/1900                              | späthistoristische Villa, zweieinhalbgeschossiger Klinkerbau, 1899/1900, Erweiterung 1920; mit Ausstattung | Fotos hochladen                |
| Sektkellerei Geiling                 | Bacharach, Mainzer Straße 33/35 Lage                                                       | 1921 ff.                               | schlossartige Fassade mit Pavillons und Mittelrisalit, 1921 ff., Architekt Gottlieb Bernhard, St. Goar | Fotos hochladen                |
| Neue Kellerei                        | Bacharach, Oberstraße 1 Lage                                                               | 16. bis 19. Jahrhundert                | ehemalige kurpfälzische Neue Kellerei; Dreiflügelanlage, 16. bis 19. Jahrhundert; langgestreckter Fachwerkbau, hofseitig Erdgeschossarkaden, zweite Hälfte des 16. Jahrhunderts, Veränderungen wohl aus dem 18. Jahrhundert; Rückgebäude, teilweise Fachwerk, 18. Jahrhundert; mittelalterliche Wasserleitung | Fotos hochladen                |
| Wohnhaus                             | Bacharach, Oberstraße 2a Lage                                                              | um 1904                                | dreigeschossiges späthistoristisches Fachwerkhaus, teilweise massiv, um 1904 | Fotos hochladen                |
| Haus Jeiter                          | Bacharach, Oberstraße 3 Lage                                                               | um 1900                                | dreigeschossiger Ziegelbau, verputzt, Neurenaissance und Neugotik, um 1900; rückwärtig Hochkelleranlage, 14. bis 16. Jahrhundert | Fotos hochladen                |
| Wohn- und Geschäftshaus              | Bacharach, Oberstraße 4 Lage                                                               | 1897                                   | dreigeschossiges späthistoristisches Bürgerhaus, 1897 | Fotos hochladen                |
| Haus Sickingen                       | Bacharach, Oberstraße 5 Lage                                                               | 15. Jahrhundert                        | Hofanlage, im Kern aus dem 15. Jahrhundert; spätgotisches Fachwerkhaus, teilweise massiv, Ständerbau, bezeichnet „1450“ (1437/38); rückwärtig Kelterhaus mit Hochkelleranlage, Brunnen. | Fotos hochladen                |
| Portal                               | Bacharach, Oberstraße, an Nr. 7 Lage                                                       | 1570                                   | reiches Renaissance-Portal, bezeichnet „1570“ | Fotos hochladen                |
| Gartenpforte                         | Bacharach, Oberstraße, bei Nr. 7a Lage                                                     | 15. oder 16. Jahrhundert               | Gartenpforte, spätgotisch, 15. oder 16. Jahrhundert | Fotos hochladen                |
| Wohnhaus                             | Bacharach, Oberstraße 29 Lage                                                              | um 1584                                | Fachwerkhaus, um 1584; in der Gartenmauer Werkstein, bezeichnet 1644 | Fotos hochladen                |
| Wohnhaus                             | Bacharach, Oberstraße 31 Lage                                                              | um 1533                                | Fachwerkhaus, um 1533 | Fotos hochladen                |
| Wohn- und Geschäftshaus              | Bacharach, Oberstraße 33 Lage                                                              | 16. oder frühes 17. Jahrhundert        | Fachwerkhaus, 16. oder frühes 17. Jahrhundert, Rokoko-Haustürblatt, 18. Jahrhundert | Fotos hochladen                |
| Wohnhaus                             | Bacharach, Oberstraße 35 Lage                                                              | 16. Jahrhundert                        | Fachwerkhaus, teilweise massiv, wohl aus dem 16. Jahrhundert | Fotos hochladen                |
| Katholische Kapelle St. Josef        | Bacharach, Oberstraße 39/41 Lage                                                           | 1758                                   | spätbarocke Blockrandbebauung mit Lateinschule und Wohnung, bezeichnet 1758, Architekt Franz Wilhelm Rabaliatti, Mannheim; bei Nr. 41 spätgotischer Weinkeller, bezeichnet „1545“ | Fotos hochladen                |
| Wohn- und Geschäftshaus              | Bacharach, Oberstraße 40 Lage                                                              | um 1700                                | dreigeschossiges Fachwerkhaus, im Kern wohl um 1700, Umbau 1926 | Fotos hochladen                |
| Kelleranlage                         | Bacharach, Oberstraße, unter Nr. 43 Lage                                                   | 15. oder 16. Jahrhundert               | Kelleranlage, spätmittelalterlich-frühneuzeitlich | BW                             |
| Posthof                              | Bacharach, Oberstraße 45/47/49 Lage                                                        | 15. und 16. Jahrhundert                | Baukomplex des 15. und 16. Jahrhunderts; Hofgebäude um 1430, Renaissance-Fachwerkobergeschosse bezeichnet „1593“, Winandturm 1429–33; spätmittelalterlicher-frühneuzeitlicher Keller; Vorderhaus: prächtiger Renaissancebau mit Zierfachwerk, 1593; Renaissance-Torfahrt | weitere Bilder Fotos hochladen |
| Friedhofskapelle St. Michael         | Bacharach, Oberstraße, hinter Nr. 49 Lage                                                  |                                        | ehemalige Friedhofskapelle St. Michael; einzig erhaltene Reste: Westwand des Beinhauses sowie Teil der Südwand mit Rundbogenportal | Fotos hochladen                |
| Altes Haus                           | Bacharach, Oberstraße 61 Lage                                                              | 1389/90                                | Fachwerk-Kernbau 1389/90, dreigeschossiger Vorderbau, Renaissance-Fachwerk, 1568 (?) | weitere Bilder Fotos hochladen |
| Wohn- und Geschäftshaus              | Bacharach, Oberstraße 62 Lage                                                              | 1877                                   | Eckwohn- und Geschäftshaus, Backsteinbau, neugotische Motive, 1877, über älterem Keller, bezeichnet „1810“; straßenbildprägend | Fotos hochladen                |
| Weingut Bastian                      | Bacharach, Oberstraße 63 Lage                                                              | 15. bis 19. Jahrhundert                | auch Grüner Baum; Hofanlage mit vier Fachwerkhäusern, 15. bis 19. Jahrhundert: - spätgotischer Ständerbau, bezeichnet „1579“; - dreigeschossiger Stockwerkbau, wohl aus dem 16. Jahrhundert; - Fachwerkhaus mit ehemaligem Laubengang im Obergeschoss, wohl aus dem 17. Jahrhundert; - Gerbhaus, bezeichnet „1756“ | weitere Bilder Fotos hochladen |
| Wohn- und Geschäftshaus              | Bacharach, Oberstraße 66 Lage                                                              | 1900                                   | viergeschossiges späthistoristisches Wohn- und Geschäftshaus, teilweise Fachwerk, bezeichnet „1900“; mit Ausstattung | Fotos hochladen                |
| Hospital und Heilig-Geist-Kapelle    | Bacharach, Oberstraße 70 Lage                                                              | Ende des 13. Jahrhunderts              | ehemaliges Hospital und Heilig-Geist-Kapelle; gotische Anlage, ab dem Ende des 13. Jahrhunderts; Mauerreste des Hospitals, 1294 (datiert), Gewölbekeller, bezeichnet „1772“; Kapelle, Bruchstein, wohl aus der ersten Hälfte des 14. Jahrhunderts | Fotos hochladen                |
| Gasthaus Kurpfälzische Münze         | Bacharach, Oberstraße 72 Lage                                                              | 1596                                   | zweiteilige Giebelhausgruppe, teilweise Fachwerk, Eckbau 1596, kleinerer Bau 17. Jahrhundert | Fotos hochladen                |
| Wohnhaus                             | Bacharach, Rosenstraße 3 Lage                                                              | 18. Jahrhundert                        | barockes Fachwerkhaus, 18. Jahrhundert | Fotos hochladen                |
| Wohnhäuser                           | Bacharach, Rosenstraße 5/7 Lage                                                            | 16. und frühes 17. Jahrhundert         | zwei Fachwerkhäuser, 16. und frühes 17. Jahrhundert, Nr. 7 um 1900 und später verändert | weitere Bilder Fotos hochladen |
| Wohnhaus                             | Bacharach, Rosenstraße 8 Lage                                                              | 1588                                   | Renaissance-Fachwerkbau, teilweise massiv, 1588 | weitere Bilder Fotos hochladen |
| Spolie                               | Bacharach, Spurgasse, an Nr. 6 Lage                                                        | 1591                                   | Renaissance-Reliefstein, bezeichnet „1591“ | Fotos hochladen                |
| Wohnhaus                             | Bacharach, Zollstraße 2 Lage                                                               | 1533                                   | dreigeschossiges teilverschiefertes Fachwerkhaus, bezeichnet „1533“ | Fotos hochladen                |
| Wohnhaus                             | Bacharach, Zollstraße 4 Lage                                                               | frühes 18. Jahrhundert                 | barocker Mansarddachbau, teilweise Fachwerk, auf Fundamenten der alten kurpfälzischen Kellerei, bezeichnet „1505“, im Wesentlichen aus dem frühen 18. Jahrhundert | Fotos hochladen                |
| Wohnhaus                             | Bacharach, Zollstraße 6 Lage                                                               | 1908                                   | späthistoristisches Bürgerhaus, 1908, Architekt Gottlieb Bernhard, St. Goar, mit älteren Teilen | Fotos hochladen                |
| Zollkanzlei                          | Bacharach, Zollstraße, bei Nr. 6 Lage                                                      | um 1550                                | ehemalige Zollkanzlei; Reste des Renaissancebaus, Schieferbruchstein, um 1550; Torbogen mit kurpfälzischem Wappen, bezeichnet „1568“ | Fotos hochladen                |
| Hochwassermarken                     | Bacharach, Zollstraße, an der nordöstlichen Ecke der Bahnunterführung Lage                 | 1882–1988                              | fünf Hochwassermarken, Gusseisen, 1882–1988 | Fotos hochladen                |
| Blücherstein                         | Bacharach, nördlich der Stadt an der B 9, gegenüber dem Pfalzgrafenstein und von Kaub Lage | 1853                                   | klassizistische Ädikula mit Inschriftenplatte, bezeichnet „1853“ | Fotos hochladen                |
| Kriegerdenkmal                       | Bacharach, östlich der Stadt in den Rheinanlagen Lage                                      | 1914                                   | neuklassizistisches Kriegerdenkmal 1864, 1866 und 1870/71, Rotsandsteinquader, 1914, Architekt Ernst Stahl, Düsseldorf, 1921 erweitert | Fotos hochladen                |
| Römerstraße                          | Bacharach, südwestlich der Stadt auf dem Kühlberg, parallel zur K 24; Flur Kühlberg Lage   |                                        | 50 m langer Abschnitt einer römischen Straße, steil ansteigendes Teilstück mit eingetieften Radspuren | Fotos hochladen                |
| Heidenmauer                          | Bacharach, südwestlich der Stadt auf dem Kamm des Kühlbergs; Distrikt In der Abseit Lage   |                                        | außerordentlich starke Trockenmauer, Schieferbruchstein, wohl mittelalterlich | BW                             |

## Henschhausen

### Einzeldenkmäler
| Bezeichnung | Lage                                 | Baujahr                 | Beschreibung                                                                                         | Bild            |
| ----------- | ------------------------------------ | ----------------------- | --- | --------------- |
| Hofanlage   | Henschhausen, Rheingoldstraße 6 Lage | 1830                    | Einfirstanlage; Fachwerk, teilweise verschiefert, 1830 (?), Stall bezeichnet 1888                    | Fotos hochladen |
| Hofanlage   | Henschhausen, Rheingoldstraße 9 Lage | 17. bis 19. Jahrhundert | Streckhof, 17. bis 19. Jahrhundert; dreigeschossiges Fachwerkhaus, teilweise massiv, bezeichnet 1681 | Fotos hochladen |

## Medenscheid

### Einzeldenkmäler
| Bezeichnung         | Lage                                                     | Baujahr                                | Beschreibung | Bild            |
| ------------------- | -------------------------------------------------------- | -------------------------------------- | --- | --------------- |
| Gemeindebackhaus    | Medenscheid, Fürstenbergstraße, gegenüber Nr. 11/13 Lage | 19. Jahrhundert                        | Putzbau, 19. Jahrhundert | Fotos hochladen |
| Evangelische Kirche | Medenscheid, Fürstenbergstraße 20 Lage                   | spätes 18. oder frühes 19. Jahrhundert | Alte Schule Medenscheid. In den 1960er Jahren bis 2011 als evangelische Kirche genutzt. Eingeschossiger Fachwerkbau, spätes 18. oder frühes 19. Jahrhundert | Fotos hochladen |
| Hofanlage           | Medenscheid, Fürstenbergstraße 28 Lage                   | frühes 19. Jahrhundert                 | Einfirstanlage, Fachwerk, wohl aus dem frühen 19. Jahrhundert mit älteren Teilen (16. und 17. Jahrhundert)                                                  | Fotos hochladen |

## Neurath

### Einzeldenkmäler
| Bezeichnung | Lage                                           | Baujahr                    | Beschreibung | Bild            |
| ----------- | ---------------------------------------------- | -------------------------- | --- | --------------- |
| Brunnen     | Neurath, Stahleckstraße, gegenüber Nr. 15 Lage | Mitte des 19. Jahrhunderts | Laufbrunnen, klassizistischer Brunnenstock, neugotischer Gusseisentrog, Rheinböllerhütte, um die Mitte des 19. Jahrhunderts | Fotos hochladen |

## Steeg

### Denkmalzonen
| Bezeichnung                     | Lage                                                             | Baujahr                    | Beschreibung | Bild                           |
| ------------------------------- | ---------------------------------------------------------------- | -------------------------- | --- | ------------------------------ |
| Denkmalzone Borbachstraße       | Steeg, Borbachstraße 40, 41a, 43, 44, 47, 49, 50, 53 und 63 Lage | 16. bis 18. Jahrhundert    | geschlossene historische Bebauung auf der Südseite der Straße, überwiegend Fachwerkwohnhäuser des 16. bis 18. Jahrhunderts; Straßenzug von ausgesprochen malerischer Wirkung | Fotos hochladen                |
| Denkmalzone Burgruine Stahlberg | Steeg, nordwestlich oberhalb des Ortes Lage                      | Mitte des 12. Jahrhunderts | von den Kölner Erzbischöfen um die Mitte des 12. Jahrhunderts gegründet, im Wesentlichen um 1160 bis um die Mitte des 14. Jahrhunderts, 1689 gesprengt; Ringmauer 1349, Schildmauer mit Tor 1157; zwei Bergfriede, 1158 und 1164; Reste des Palas, wohl aus dem späten 14. Jahrhundert | weitere Bilder Fotos hochladen |

### Einzeldenkmäler
| Bezeichnung                       | Lage                                                                   | Baujahr                           | Beschreibung | Bild                           |
| --------------------------------- | ---------------------------------------------------------------------- | --------------------------------- | --- | ------------------------------ |
| Ortsbefestigung                   | Steeg, Borbachstraße, bei Nr. 61, und Blücherstraße, gegenüber Nr. 250 | 14. Jahrhundert                   | wohl im 14. Jahrhundert mit drei oder vier Toren und einem Wartturm errichtet; erhalten die Außenmauern des Wartturms (gegenüber Blücherstraße 250; ⊙) mit nach Norden anschließendem, teilweise erhaltenem Mauerzug sowie Überrest des Ortstors (oberhalb Borbachstraße 61; ⊙) | Fotos hochladen                |
| Evangelische Pfarrkirche St. Anna | Steeg, Blücherstraße, Ecke Borbachstraße Lage                          | erste Hälfte des 14. Jahrhunderts | ungleich zweischiffige hochgotische Halle, erste Hälfte des 14. Jahrhunderts | weitere Bilder Fotos hochladen |
| Kriegerdenkmal                    | Steeg, Blücherstraße, nordwestlich der Kirche Lage                     | um 1925                           | Kriegerdenkmal 1914/18, Soldat, Kunststein, um 1925, nach 1945 erweitert | Fotos hochladen                |
| Haustür                           | Steeg, Blücherstraße, an Nr. 101 Lage                                  | fortgeschrittenes 18. Jahrhundert | Haustürblatt, Rokoko, fortgeschrittenes 18. Jahrhundert | Fotos hochladen                |
| Neuapostolische Kirche            | Steeg, Blücherstraße, gegenüber Nr. 104 Lage                           | 1885                              | schlichter gotisierender Klinkerbau, 1885 | Fotos hochladen                |
| Gasthaus Zur Alten Mühle          | Steeg, Blücherstraße 105 Lage                                          | 1636                              | zweiteilige Renaissance-Fachwerkanlage, teilweise massiv, 1636, Erweiterung 1832 | Fotos hochladen                |
| Wohnhaus                          | Steeg, Blücherstraße 112 Lage                                          | 1622                              | Fachwerkhaus, teilweise massiv, angeblich von 1622 | Fotos hochladen                |
| Schulhaus                         | Steeg, Blücherstraße 127 Lage                                          | 1913                              | ehemaliges Schulhaus, zweiteiliger Heimatstilbau, Krüppelwalmdächer, bezeichnet „1913“, Architekt Gottlieb Bernhard, St. Goar | Fotos hochladen                |
| Wohn- und Geschäftshaus           | Steeg, Blücherstraße 161/162 Lage                                      | 17. und 18. Jahrhundert           | dreiteilige Baugruppe, 17. und 18. Jahrhundert; Fachwerkbauten, teilweise massiv, verputzt, 17. Jahrhundert, Erweiterungen bis ins 19. Jahrhundert | Fotos hochladen                |
| Weingut                           | Steeg, Blücherstraße 167/168/169 Lage                                  | 1870–1905                         | ehemaliges Weingut Hütwohl; späthistoristische Baugruppe, 1870–1905; Nr. 167: Kelterhaus, bezeichnet „1870“; Nr. 168 dreigeschossiger Klinkerbau, Neurenaissance, bezeichnet „1883“; Nr. 169: Wohnhaus mit Kniestock, bezeichnet „1905“                                         | Fotos hochladen                |
| Wohnhaus                          | Steeg, Blücherstraße 175 Lage                                          | 1720                              | Fachwerkhaus, bezeichnet „1720“ | Fotos hochladen                |
| Wohnhaus                          | Steeg, Blücherstraße 181 Lage                                          | 1650                              | frühbarockes Fachwerkhaus, teilweise massiv, bezeichnet „1650“ | Fotos hochladen                |
| Wohnhaus                          | Steeg, Blücherstraße 182 Lage                                          | 1654                              | Fachwerkhaus, teilweise massiv bzw. verschiefert, angeblich von 1654 | Fotos hochladen                |
| Zehnthof                          | Steeg, Blücherstraße 189 Lage                                          | 1585                              | ehemaliger Zehnthof, stattliches Fachwerkhaus, teilweise massiv, Mischformen der Spätgotik und Renaissance, bezeichnet „1585“ | Fotos hochladen                |
| Gemeindehaus                      | Steeg, Blücherstraße 195 Lage                                          | 1912                              | ehemaliges Gemeindehaus; Putzbau, teilweise Fachwerk, bezeichnet „1912“, Architekt Gottllieb Bernhard, St. Goar; straßenbildprägend | Fotos hochladen                |
| Hofanlage                         | Steeg, Blücherstraße 202 Lage                                          | frühes 19. Jahrhundert            | Hofanlage, wohl aus dem frühen 19. Jahrhundert; Fachwerkhaus, verputzt, teilweise verschiefert | Fotos hochladen                |
| Wohnhaus                          | Steeg, Borbachstraße 22 Lage                                           | 1614                              | reiches Fachwerkhaus, teilweise verschiefert, bezeichnet „1614“ | Fotos hochladen                |
| Wohnhaus                          | Steeg, Borbachstraße 40 Lage                                           | 1607                              | Renaissance-Fachwerkhaus, bezeichnet „1607“ | Fotos hochladen                |
| Wohnhaus                          | Steeg, Borbachstraße 41a Lage                                          | 1607                              | Renaissance-Fachwerkhaus, bezeichnet „1607“ | Fotos hochladen                |
| Hofanlage                         | Steeg, Borbachstraße 53 Lage                                           | 17. Jahrhundert                   | Fachwerkhaus, wohl aus dem 17. Jahrhundert; straßenbildprägend | Fotos hochladen                |
| Hofanlage                         | Steeg, Borbachstraße 63 Lage                                           | 16. bis 19. Jahrhundert           | Streckhof, 16. bis 19. Jahrhundert; stattliches spätgotisches Fachwerkhaus, 1553 | Fotos hochladen                |